# 海马歌舞厅
《海马歌舞厅》是孙铁、谢晓嵋执导的电视剧，1993年出品，共40集，该作品主要讲述的是北京一家歌舞厅所发生的一些故事，该作反映了改革开放后的一些状况。该作由很多明星出演。

## 剧情简介
故事发生在20世纪90年代，一群人在北京一家歌舞厅所发生的故事。

## 演员表
- 梁天
- 刘斌
- 张国立
- 陈小艺
- 徐帆
- 王璐瑶
- 瞿颖
- 孙铁
- 谢晓嵋
- 李玲玉
- 王奎荣
- 常戎
- 阎青妤
- 李诚儒
- 宗平
- 常贵田
- 刘小宁
- 高玉倩
- 倪大红
- 盖克
- 王斑
- 张炬
- 梁丹妮
- 江澄
- 修宗迪
- 秦焰
- 臧天朔
- 王志飞
- 王志文
- 黄磊
- 葛优
- 何冰
- 曹力
- 史兰芽
- 英达
- 于谦
- 周舟

## 相關連結
- 豆瓣电影上《海马歌舞厅》的資料 （简体中文）